# Dalophis boulengeri
Dalophis boulengeri är en fiskart som först beskrevs av Blache, Cadenat och Stauch, 1970.  Dalophis boulengeri ingår i släktet Dalophis och familjen Ophichthidae. IUCN kategoriserar arten globalt som livskraftig. Inga underarter finns listade i Catalogue of Life.